# Kebun Kenanga
Kebun Kenanga is een bestuurslaag in het regentschap Bengkulu van de provincie Bengkulu, Indonesië. Kebun Kenanga telt 6249 inwoners (volkstelling 2010).